# Haydar I Ghazi
Haydar I Ghazi, född 1769, död 1827, var en indisk monark. Han var regerande nawab av Awadh (kung av Oudh) mellan 1814 och 1827.
Han antog på inrådan av britterna formellt titeln kung år 1818, något som officiellt gjorde kungariket Oudh självständigt från Mogulriket. Britterna ville därmed försvaga Mogulriket. 